# 圣佩德罗-达科瓦
圣佩德罗-达科瓦是葡萄牙波尔图区的一个堂区。总面积14.42平方公里，总人口17324人，人口密度1201.4人/平方公里。